# The Elder Scrolls III: Tribunal

Логотип TES3: Tribunal

The Elder Scrolls III: Tribunal (дословно: Древние Свитки III: Трибунал) — первое официальное дополнение к CRPG Morrowind. Вышло в 2002 году. Добавляет новый контент и обновляет игру до версии 1.3, а при использовании специального патча — до 1.4.
Дополнение добавляет локации Морнхолд, затерянный Часовой Город Сота Сила и скрытый подземный город двемеров Бамз-Амсшенд, а также новую сюжетную линию, пройти которую можно вне зависимости от прохождения основной сюжетной линии Морровинда, и несколько мелких побочных квестов.

## Сюжет
Во время сна на протагониста нападает ассасин из Тёмного Братства. Стража советует герою поговорить с Апплеусом Матиусом в Эбенгарде, от которого можно узнать, что база этой организации, по слухам, расположена на материке, в древнем городе Морнхолде, столице Морровинда.
Отправившись в Морнхолд, герой узнает, что трон Морровинда перешел к сыну Барензии — Хелсету после безвременной кончины старого короля, что богиня Альмалексия пытается вернуть себе утраченную силу, а на город нападают странные, не то живые, не то механические существа. Морнхолд задыхается от политических интриг, и, пытаясь разобраться в общем хаосе, герой получает от богини Альмалексии информацию, что за этими атаками стоит другой бог Трибунала — Сота Сил, и она, Альмалексия, хочет защитить Морнхолд от посягательств злодея. Альмалексия с помощью магии переносит героя в таинственный Часовой Город, где он находит Сота Сила мёртвым. Тут же он встречает Альмалексию и понимает, что убийство совершила она, возжаждав безраздельной власти, а теперь хочет убить и героя, как свидетеля и даже соперника. Ожесточенная схватка между двумя великими героями Морровинда кончается гибелью Альмалексии. Нельзя сказать, каким образом изменится история Морровинда после почти полного распада Трибунала, ведь в живых остался лишь Вивек.

## Оценки
| Сводный рейтинг | Сводный рейтинг |
| Агрегатор       | Оценка          |
| --------------- | --------------- |
| GameRankings    | 81,02 %         |